# Platoecobius kooch
Platoecobius kooch is een spinnensoort in de taxonomische indeling van de spiraalspinnen (Oecobiidae).
Het dier behoort tot het geslacht Platoecobius. De wetenschappelijke naam van de soort werd voor het eerst geldig gepubliceerd in 2008 door Santos & Gonzaga.